# Romance of Radium
Romance of Radium è un cortometraggio del 1937 diretto da Jacques Tourneur.

## Trama
Film narrato da Pete Smith sulla scoperta del radio e di come viene utilizzato in medicina.

## Premi
- Nomination Oscar al miglior cortometraggio[1]

## Luoghi delle riprese
- Los Angeles County/USC Medical Center - 1200 N. State Street, Los Angeles, California, USA